# For'83 -We come together, We'll run together-
『for'83 -We come together, We'll run together-』（フォア・エイティ・スリー　ウィ・カムトゥギャザー　ウィル・ラン・トゥギャザー）は、シブがき隊の2枚目のオリジナル・アルバム。1982年12月1日に発売。

## 収録曲
◎は『シブがき隊 82-83』、●は『GOLDEN☆BEST シブがき隊』、☆は『シブがき隊 1982-1988』にてCD化。
- SIDE A

1. YMF COME TOGETHER ●☆
作詞：朝吹みどり／作曲・編曲：渡辺茂樹
2. 恋人・ミドルティーン
作詞：湯川れい子／作曲・編曲：井上大輔
3. 恋は悪魔さ
作詞：喜多条忠／作曲：井上大輔／編曲：渡辺茂樹
4. 冬の浜辺 -本木雅弘☆
作詞：小林和子／作曲：山梨鐐平／編曲：渡辺茂樹
5. 哀愁メモリー ◎☆
作詞：森雪之丞／作曲：井上大輔／編曲：大谷和夫
6. ZIG ZAG セブンティーン
作詞：三浦徳子／作曲・編曲：井上大輔

- SIDE B

1. 100%…SOかもね!
作詞：森雪之丞／作曲・編曲：井上大輔
2. SUSIE -薬丸裕英
作詞・作曲：森雪之丞／編曲：矢島賢
3. 走れビュンビュン
作詞：糸井重里／作曲：井上大輔／編曲：沢健一
4. ブルーソネット -布川敏和
作詞：三浦徳子／作曲：加瀬邦彦／編曲：矢島賢
5. 哀しみのシルヴァーレイン◎
作詞：湯川れい子／作曲：加瀬邦彦／編曲：矢島賢
6. YMF COME TOGETHER
作詞：朝吹みどり／作曲・編曲：渡辺茂樹